# دهشور
دهشور نام گورستانی پادشاهی در کرانه غربی رود نیل در ۴۰ کیلومتری جنوب قاهره پایتخت مصر است. این منطقه را بیشتر به خاطر وجود هرم‌های باستانی آن که از جمله قدیمی‌ترین و بهترین هرم‌های بر جای مانده هستند، می‌شناسند. تاریخ ساخت این هرم‌ها، که بیشتر توسط فرعون‌های دودمان چهارم مصر ساخته شدند، میان ۲۶۱۳ تا ۲۵۸۹ پیش از میلاد و ۱۹۲۹ تا ۱۸۹۵ پ. م. است.

## نگارخانه

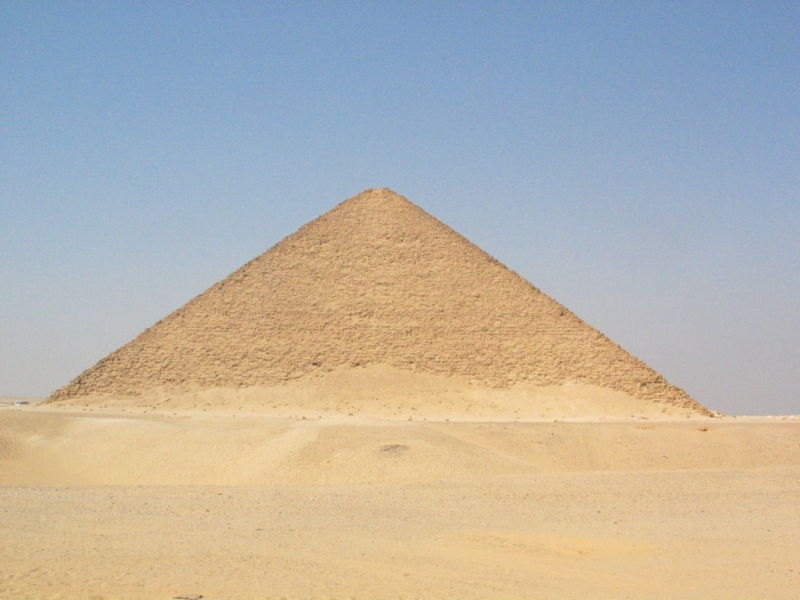
هرم سرخ ساخته شده توسط سنفرو
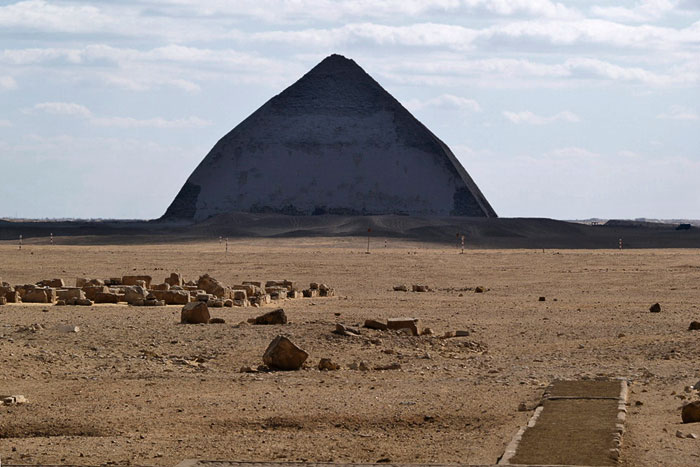
هرم خمیده‌ی سنفرو
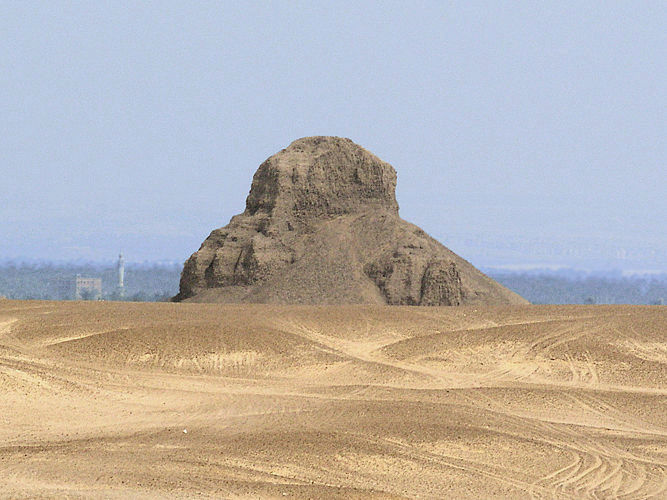
هرم سیاه آمنمهات سوم
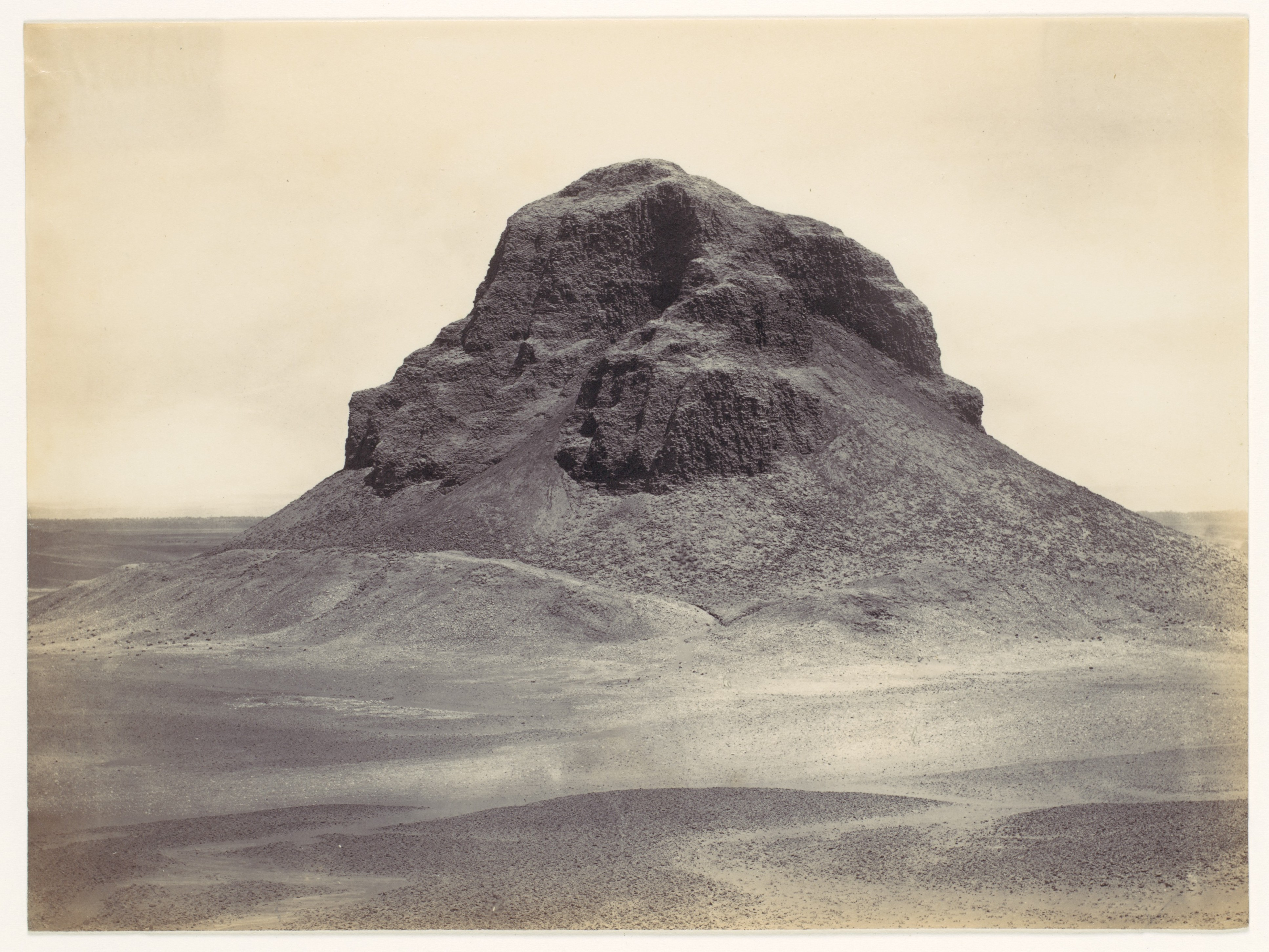
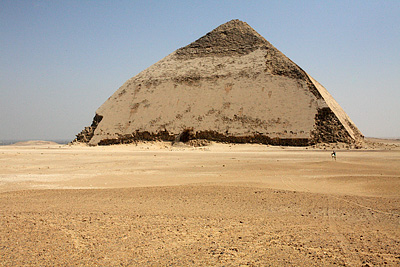
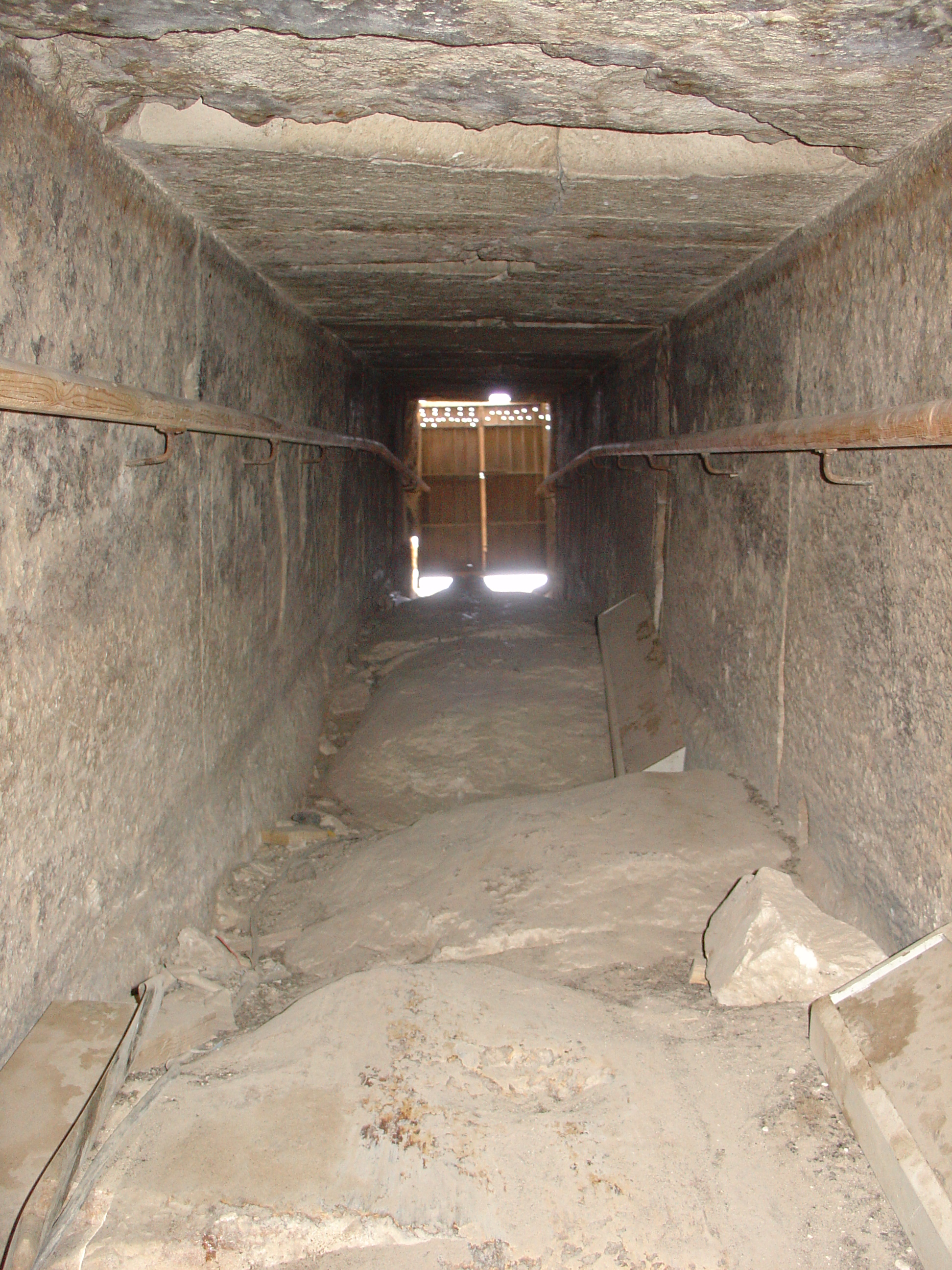
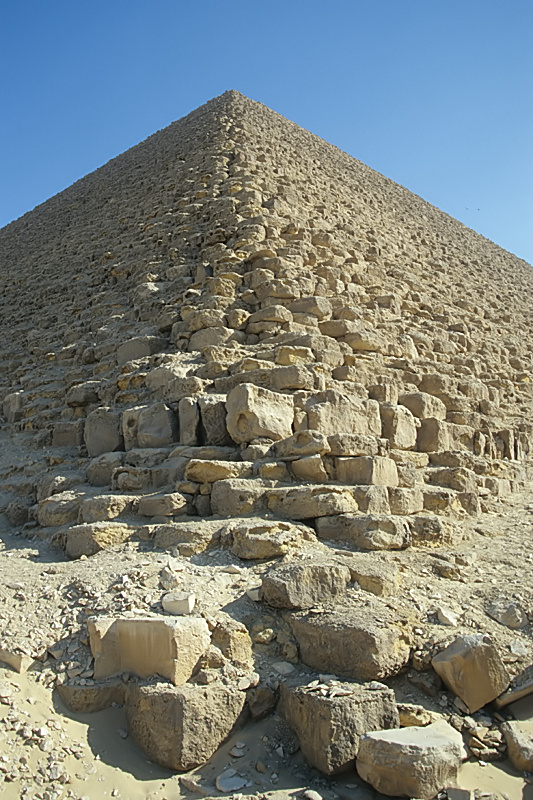
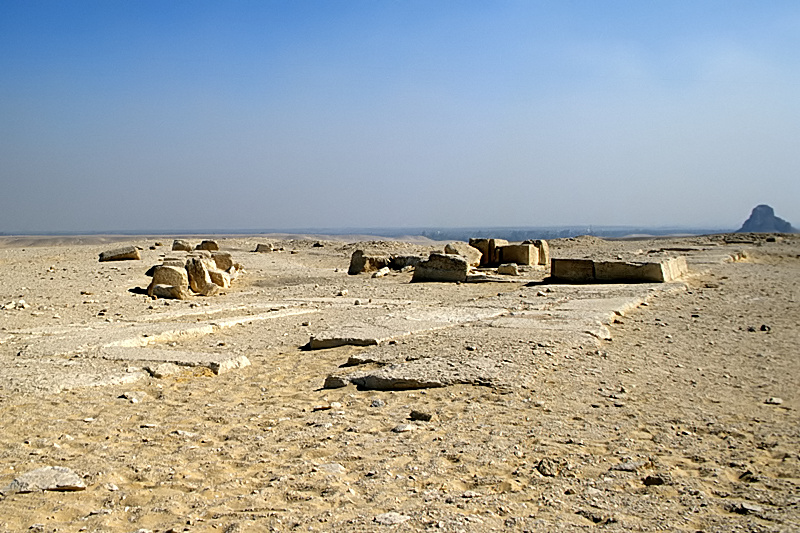
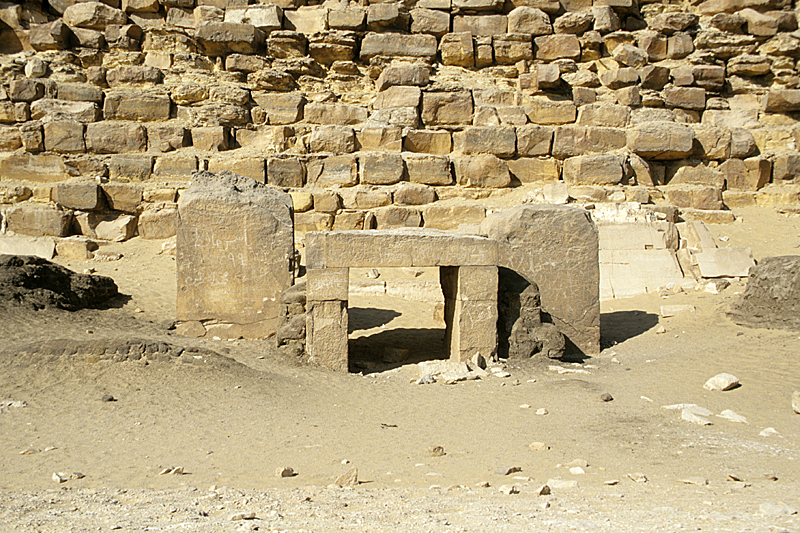
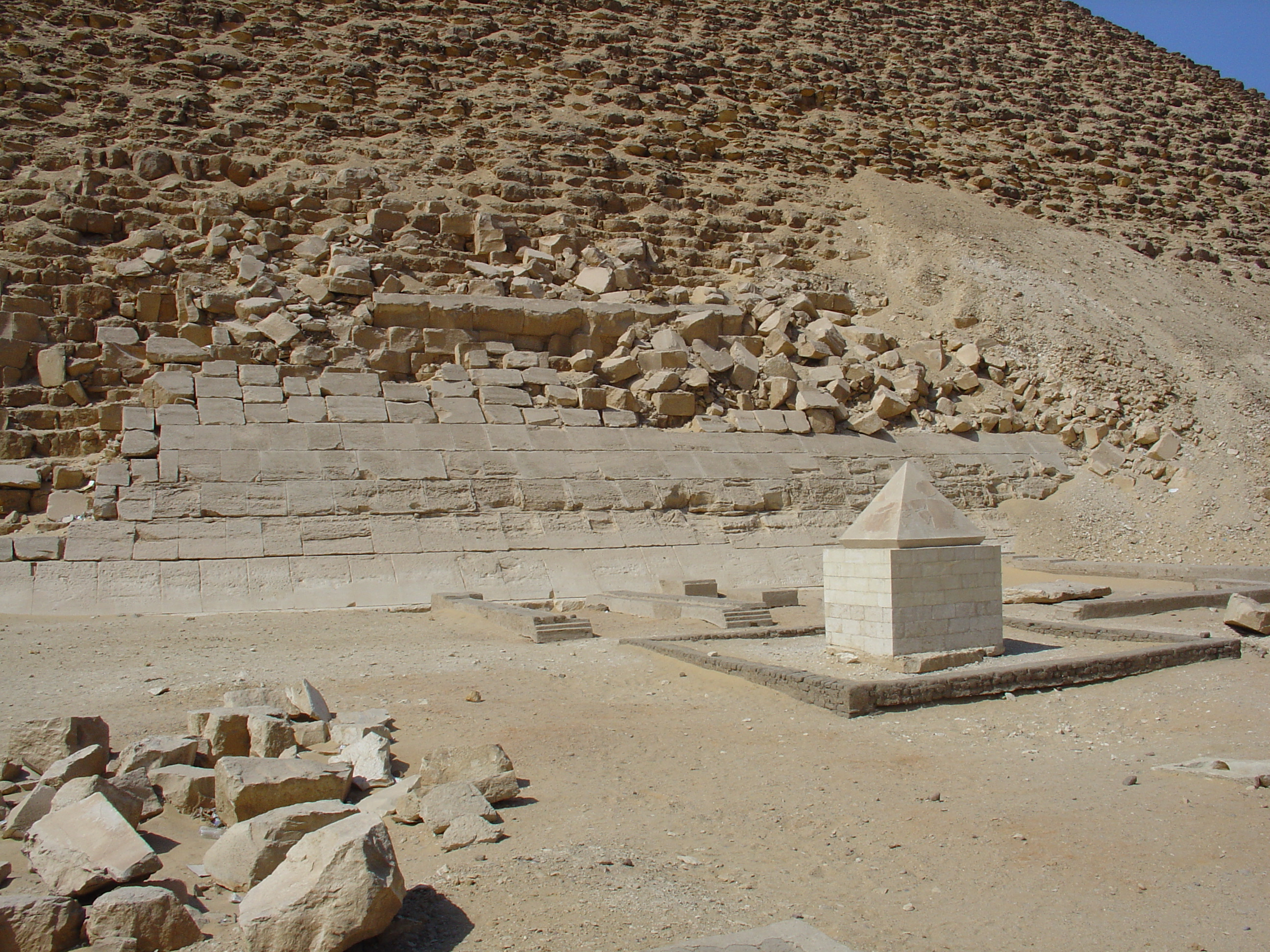
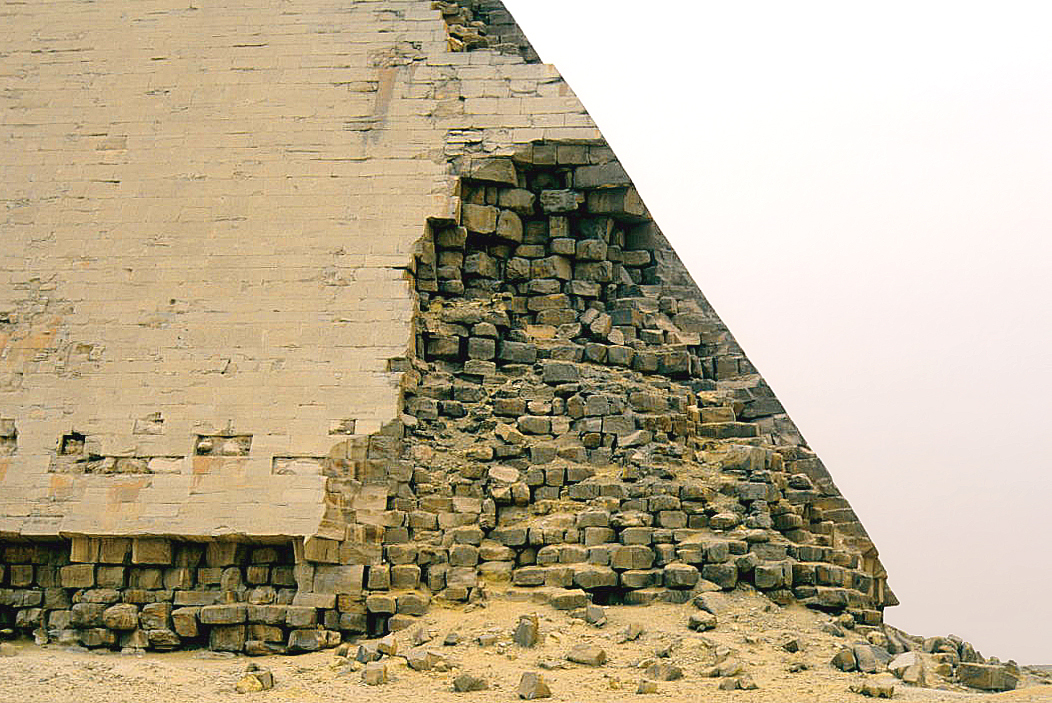